# Ayman El-Hadui
Ayman El-Hadui (en árabe: أيمن الحداوي‎; 13 de junio de 2000) es un deportista marroquí que compite en atletismo adaptado. Ganó dos medallas en los Juegos Paralímpicos de París 2024.

## Palmarés internacional
| Juegos Paralímpicos | Juegos Paralímpicos | Juegos Paralímpicos | Juegos Paralímpicos |
| Año                 | Lugar               | Medalla             | Prueba              |
| ------------------- | ------------------- | ------------------- | ------------------- |
| 2024                | París (Francia)     | Medalla de oro      | 400 m T47           |
| 2024                | París (Francia)     | Medalla de bronce   | 100 m T47           |